# Alpheus Spring Packard
Alpheus Spring Packard, född 19 februari 1839 i Brunswick, Maine, död 14 februari 1905, var en amerikansk zoolog och paleontolog.
Packard var professor i zoologi och geologi i vid Brown University i Providence, Rhode Island. Han nedlade mycket och uppskattat arbete på leddjurens studium samt författade bland annat Our Common Insects (1876), The Animal Kingdom (1886), On Certain Factors of Evolution (1888), Cave Fauna of North America (1889) och Textbook of Entomology (1898).
Auktorsnamnet Packard kan användas för Alpheus Spring Packard i samband med ett vetenskapligt namn inom botaniken; se Wikipediaartiklar som länkar till auktorsnamnet.